# Liste des cordophones dans le système Hornbostel-Sachs
Cet article traite de la catégorie des cordophones dans le système Hornbostel-Sachs. Conçu par Erich von Hornbostel et Curt Sachs en 1914, ce système permet une classification des instruments de musique.
Les cordophones forment la troisième grande catégorie de la classification Hornbostel-Sachs. Dans un cordophone, le son est produit par la vibration d'une ou plusieurs cordes, tendues entre deux points. Ce groupe comprend tous les instruments appelés instruments à cordes dans la culture occidentale, ainsi que certains claviers comme les pianos et les clavecins.

## Cordophones (3)

### Cordophones simples oucithares(31)
Ces instruments sont essentiellement composés d'une ou plusieurs cordes et d'un support. Ils peuvent comporter un résonateur, mais l'enlever ne rend pas l'instrument injouable (même si le son produit peut alors être différent). Ils incluent le piano, les différents types de cithares (koto, etc.) et les arcs musicaux.

#### Cithares barre (311)
Le support à la forme d'une barre.

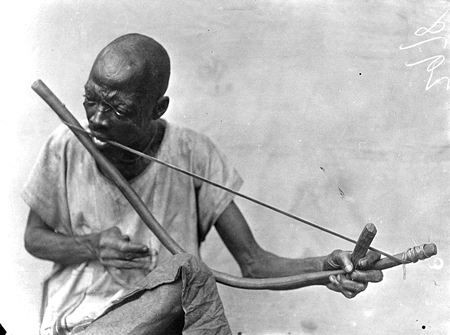
Homme obu jouant d'un arc musical, Nigeria.

- 311.1 : arcs musicaux, le support est flexible (et courbe)
  - 311.11 : arcs musicaux idiocordes, la corde est coupée dans l'écorce de la barre, restant attachée aux extrémités
    - 311.111 : Mono-idiocordes, une seule corde
    - 311.112 : Poly-idiocordes, plusieurs cordes

  - 311.12 : arcs musicaux hétérocordes, la corde est faite d'un matériau différent du support
    - 311.121 : mono-hétérocordes, une seule corde
      - 311.121.1 : sans résonateur.
        - 311.121.11 : sans anneau d'accord
        - 311.121.12 : avec anneau d'accord

      - 311.121.2 : avec résonateur.
        - 311.121.21 : avec résonateur indépendant
        - 311.121.22 : avec résonateur attaché.
          - 311.121.221 : sans anneau d'accord
          - 311.121.222 : avec anneau d'accord

    - 311.122 : poly-hétérocordes, plusieurs cordes
      - 311.122.1 : sans anneau d'accord
      - 311.122.2 : avec anneau d'accord

- 311.2 : cithares sur bâton, avec support rigide
  - Enzenze (Ouganda)
  - Mvett (Gabon, Cameroun, Guinée)
  - Sadev (Cambodge)
  - 311.21 : arcs/bâtons musicaux, le support a une extrémité rigide et l'autre flexible
  - 311.22 : cithares bâtons proprement dites
    - 311.221 : avec une gourde résonateur
    - 311.222 : avec plusieurs gourdes résonateurs

#### Cithares tube (312)
Le support à une forme convexe.

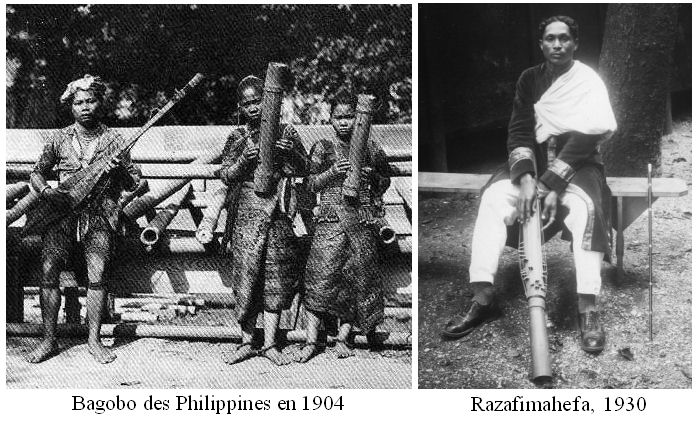
Joueurs de valiha des Philippines et de Madagascar.

- 312.1 : cithares tube proprement dites, le support est un tube complet
  - Valiha (Madagascar)
  - 312.11 : idiocordes
  - 312.12 : hétérocordes
    - 312.121 : sans résonateur supplémentaire
    - 312.122 : avec résonateur supplémentaire

- 312.2 : cithares demi-tube, les cordes sont tendues le long de la surface convexe d'une gouttière
  - 312.21 : idiocordes
  - 312.22 : hétérocordes
    - Ajaeng (Corée)
    - Đàn tranh (Viêt Nam)
    - Gayageum (Corée)
    - Guqin (Chine)
    - Guzheng (Chine)
    - Kayagum (Corée)
    - Koto (Japon)

#### Cithares radeau (313)
Le support est constitué de baguettes liées comme un radeau.
- 313.1 : idiocordes
  - Adjalin (Bénin)
  - Kacapi (Sunda)
  - Toba (Burkina-Faso)

- 313.2 : hétérocordes

#### Cithares sur table (314)

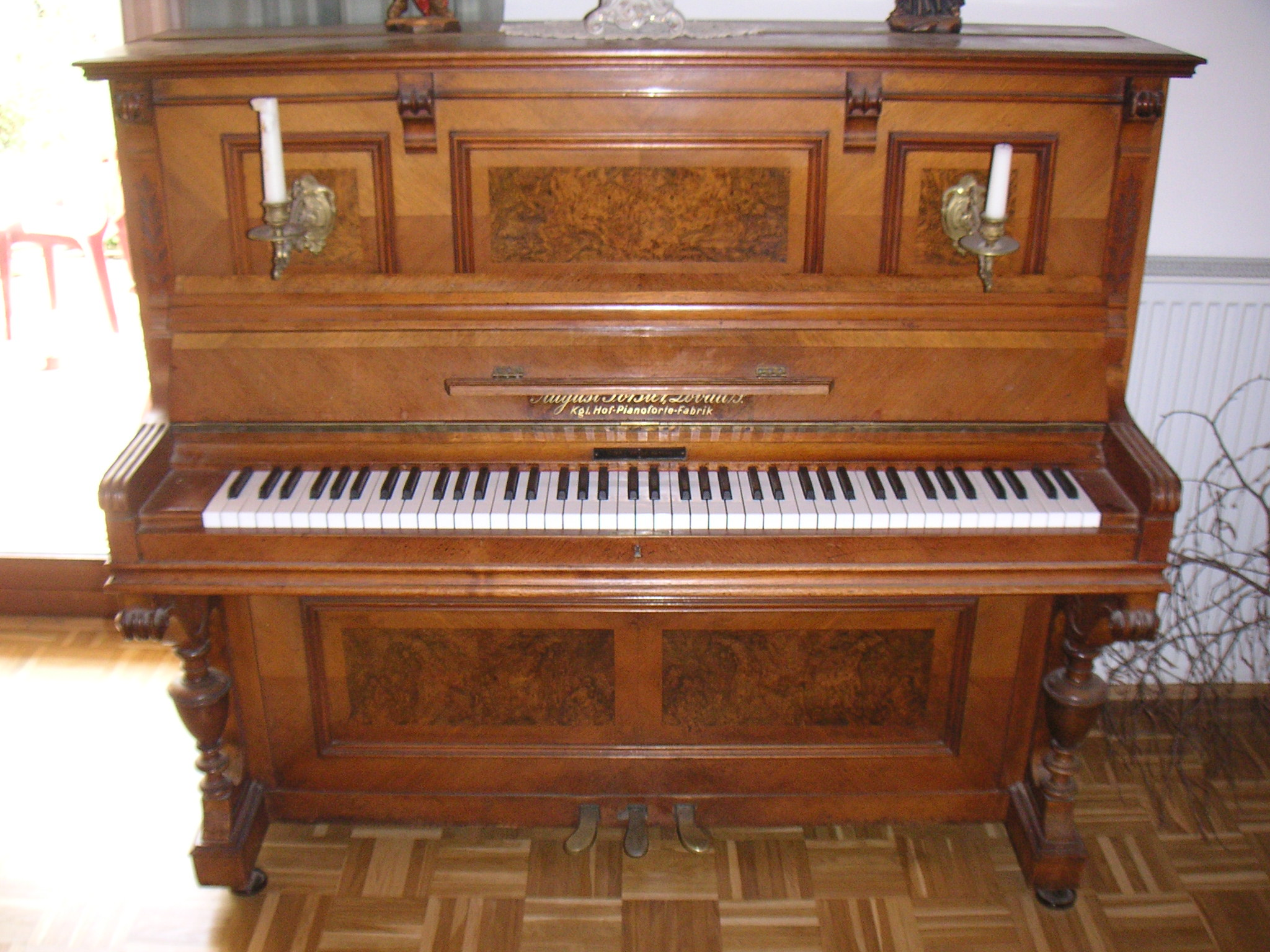
Piano droit, 314.122-4-8.

Le support est une planche (table d'harmonie).
- 314.1 : cithares sur table proprement dites
  - Cymbalum (Hongrie, République tchèque, Ukraine)
  - Kacapi (Indonésie)
  - Kantele (Finlande, Carélie)
  - Marxophone (États-Unis)
  - Moodswinger (cithare électrique)
  - Pantaléon (Allemagne)
  - Psaltérion (Grèce Antique et Moyen Age)
  - Qanûn (Moyen-Orient)
  - Santour (Iran, Inde)
  - Shahi Baaja (Inde)
  - Swarmandal (Inde)
  - Tambourin à cordes (Pays basque)
  - Tautirut (inuit)
  - Yangqin (Chine)

- - 314.11 : sans résonateur
  - 314.12 : avec résonateur
    - 314.121 : avec résonateur en forme de bol
    - 314.122 : avec résonateur en forme de boîte
      - Autoharpe (États-Unis)
      - Bandura (Ukraine)
      - Bulbul tarang (Inde)
      - Cithare
      - Dulce melos
      - Dulcimer (États-Unis)
      - Épinette des Vosges (France)
      - Gousli (Russie, Ukraine)
      - Hackbrett (Allemagne, Suisse)
      - Hammered dulcimer (États-Unis)
      - Piano
      - Scheitholt (Allemagne)
      - Tympanon
      - Zheng (Chine)

- 314.2 : variantes
  - 314.21 : cithares-en-terre[3], le sol est le support des cordes
  - 314.22 : cithares-harpes

#### Cithares en creux (315)
Les cordes sont tendues en travers d'un creux
- 315.1 : sans résonateur.

- 315.2 : avec résonateur.

#### Cithare cadre (316)
Les cordes sont tendues en travers d'un cadre ouvert.
- 316.1 : sans résonateur.

- 316.2 : avec résonateur.

### Cordophones composites (32)
Instruments acoustiques et électro-acoustiques dont le résonateur est une partie intégrante, et cordophones électriques à corps solide. Cette catégorie comprend la plupart des instruments à cordes occidentaux, dont les luths comme les violons et les guitares, et les harpes.

#### Luths(321)

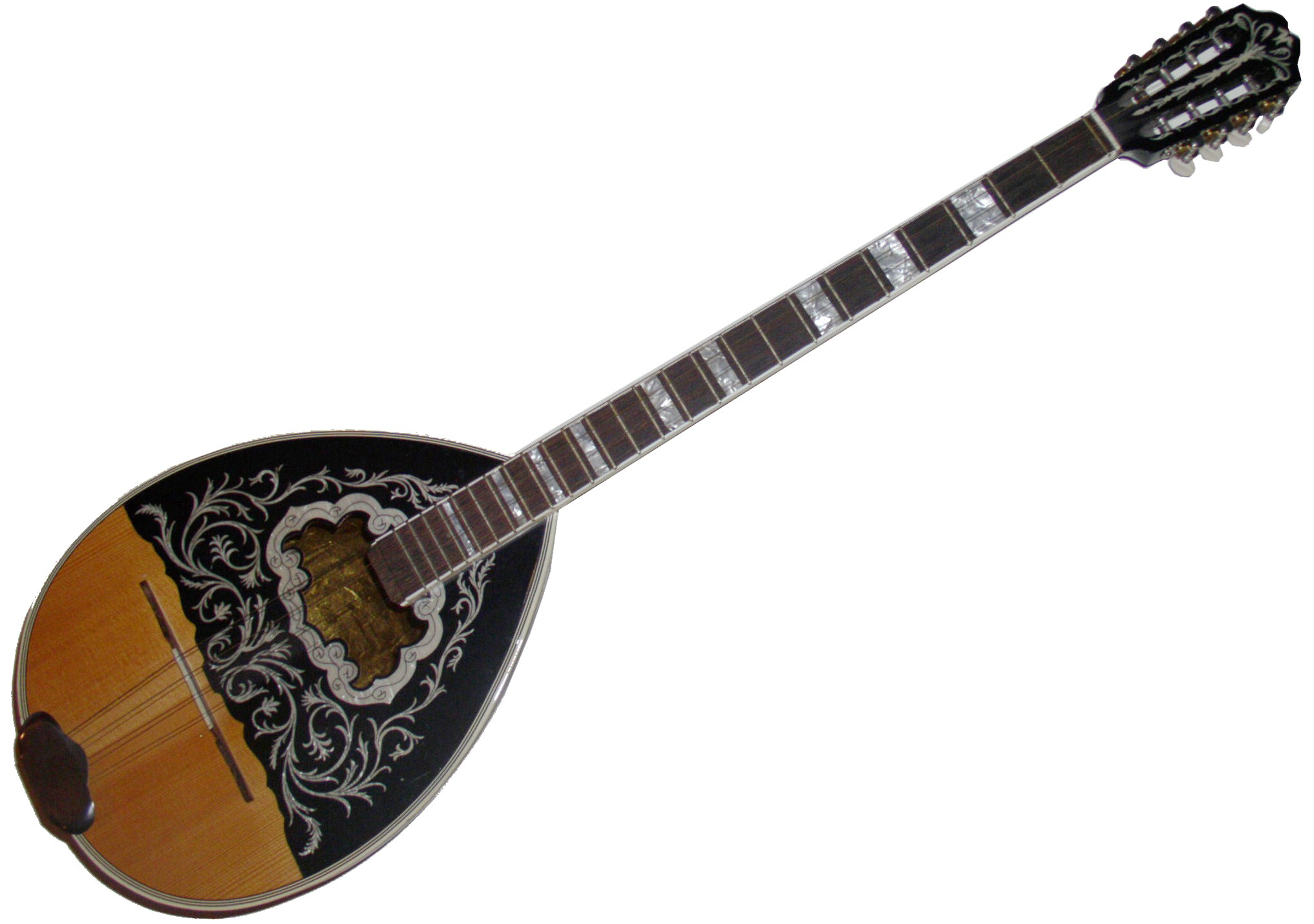
Bouzouki, 321.321.

Le plan des cordes est parallèle à la surface du résonateur.
- 321.1 : luths arcs, chaque corde possède son propre support flexible

- 321.2 : luths à jougs ou lyres, les cordes sont attachées à un joug situé dans le même plan que la table d'harmonie et constitué de deux bras et d'une barre transversale
  - 321.21 : sphériques
  - 321.22 : en forme de boîte

- 321.3 : luths à hampe (Stiellauten), le support des cordes est une hampe
  - 321.31 : luths à pique
    - 321.311 : sphériques
      - Đàn tính (Vietnam)
      - Kamânche (Iran)

    - 321.312 : en forme de boîte
      - Morin khuur (Mongolie)
      - Sanshin (Japon)
      - Sanxian (Chinois)
      - Shamisen (Japon)

    - 321.313 : tubulaires

- - 321.32 : luths à manche (Halslauten)
    - 321.321 : sphériques
      - Angélique
      - Archiluth
      - Balalaïka (Russie)
      - Barbat
      - Biwa (Japon)
      - Bouzouki (Grèce)
      - Charango (Cordillère des Andes)
      - Chitarra Italiana (Italie)
      - Daguangxian (Chine)
      - Đàn tỳ bà (Vietnam)
      - Dombra (Asie Centrale)
      - Domra
      - Dotâr
      - Erhu (Chine)
      - Liuqin (Chine)
      - Luth
      - Mandoloncelle (à fond bombé)
      - Mandole (à fond bombé)
      - Mandoline (à fond bombé)
      - Mandoluth (Algérie)
      - Oud
      - Pandoura
      - Pipa (Chine)
      - Qanbüs (Yémen)
      - Rubab (Afghanistan)
      - Saz
      - Setâr (Iran)
      - Sitar (hindoustanie)
      - Surbahar (hindoustanie)
      - Tambûr
      - Théorbe (Italie)
      - Tiorbino
      - Tiqin (en)
      - Topshur
      - Vînâ
      - Zhonghu

    - 321.322 : en forme de boîte
      - Banjo
      - Mandoline (à fond plat ou arqué, donc avec éclisses) et sa famille
      - Guitare
        - Guitare acoustique
          - Guitare basse acoustique
          - Guitare baroque
          - Guitare classique
            - Guitare classique à portée étendue
            - Guitare ténor

          - Guitare flamenca
          - Guitarrón
          - Guitare-harpe
          - Guitare folk
            - Archtop guitar
            - Chitarra battente
            - Instrument à résonateur
              - Cümbüş
              - Dobro

            - Guitare à dix cordes
            - Guitare à douze cordes
              - Bajo sexto
              - Guitare portugaise

          - Guitare russe
          - Guitare à chambre
          - Guitare à huit cordes
          - Guitare semi-acoustique

        - Ukulélé

      - Violons
        - Alto
        - Contrebasse
        - Octobasse
        - Violon
        - Violoncelle

#### Harpes(322)

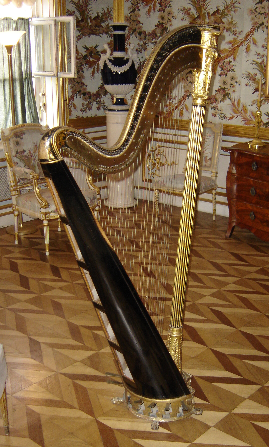
Harpe à pédales, 322.222.

Le plan des cordes est perpendiculaire à la surface du résonateur.
- 322.1 : harpes ouvertes, sans colonne
  - 322.11 : harpes arquées
  - 322.12 : harpes angulaires

- 322.2 : harpes à cadre, avec colonne
  - 322.21 : sans dispositif d'accordage
    - 322.211 : diatoniques
    - 322.212 : chromatiques
      - 322.212.1 : avec toutes les cordes dans un plan
      - 322.212.2 : avec les cordes dans deux plans se croisant

  - 322.22 : avec dispositif d'accordage
    - 322.221 : à dispositif manuel
    - 322.222 : à pédale

#### Harpes-luths (323)
Le plan des cordes forme un angle droit avec la table d'harmonie.
- Kora
- Seprewa

### Suffixes additionnels
Les instruments peuvent comporter un suffixe, suivant la façon dont la vibration des cordes est provoquée.
- 4 : marteaux
- 5 : mains ou doigts nus
- 6 : plectre
- 7 : frottement
  - 71 : archet
  - 72 : roue
  - 73 : ruban
- 8 : clavier
- 9 : mouvement mécanique